# Elsehoved
Elsehoved er en lokalitet og pynt på Sydøstfyn mellem Tiselholt og Tanghave bugter.
På stedet findes et mindre sommerhusområde og en børnevenlig strand, hvor vanddybden er under en halv meter et par hundrede meter ud fra kysten.
Området er også kendt for, at det var her svampekenderen Morten Lange boede.